# Liste der Mitglieder des Landtags von Baden-Württemberg (15. Wahlperiode)
Diese Liste gibt einen Überblick über alle Mitglieder des 15. baden-württembergischen Landtages (2011–2016) mit Fraktionszugehörigkeit, Wahlkreis und Stimmenanteil.
Der 15. Landtag wurde am 27. März 2011 gewählt. Die Wahlperiode begann am 1. Mai 2011, die konstituierende Sitzung fand am 11. Mai 2011 statt.

## Zusammensetzung des Landtags
Nach der Landtagswahl 2011 setzte sich der Landtag wie folgt zusammen:
| Fraktion              | Sitze | Erstmandate | Zweitmandate |
| --------------------- | ----- | ----------- | ------------ |
| CDU                   | 060   | 060         | 0            |
| Bündnis 90/Die Grünen | 036   | 09          | 027          |
| SPD                   | 035   | 01          | 034          |
| FDP/DVP               | 07    | 0           | 07           |
| Gesamt                | 138   | 070         | 068          |

## Abgeordnete
| Name                             | Lebensdaten | Fraktion | Wahlkreis                    | Mandat                      | Anteil | Anmerkung                                                                                  |
| -------------------------------- | ----------- | -------- | ---------------------------- | --------------------------- | ------ | ------------------------------------------------------------------------------------------ |
| Katrin Altpeter                  | 1963        | SPD      | 15 Waiblingen                | Zweitmandat                 | 24,2 % |                                                                                            |
| Muhterem Aras                    | 1966        | Grüne    | 01 Stuttgart I               | Erstmandat                  | 42,5 % |                                                                                            |
| Theresia Bauer                   | 1965        | Grüne    | 34 Heidelberg                | Erstmandat                  | 36,7 % |                                                                                            |
| Christoph Bayer                  | 1948        | SPD      | 48 Breisgau                  | Zweitmandat                 | 24,0 % |                                                                                            |
| Norbert Beck                     | 1954        | CDU      | 45 Freudenstadt              | Erstmandat                  | 45,8 % |                                                                                            |
| Sascha Binder                    | 1983        | SPD      | 11 Geislingen                | Zweitmandat                 | 24,2 % |                                                                                            |
| Dietrich Birk                    | 1967        | CDU      | 10 Göppingen                 | Erstmandat                  | 38,0 % | ausgeschieden am 31. Dezember 2013                                                         |
| Hans Heribert Blättgen           | 1956        | SPD      | 19 Eppingen                  | Nachrücker im Zweitmandat   | 24,3 % | nachgerückt am 1. Februar 2015 für Ingo Rust                                               |
| Thomas Blenke                    | 1960        | CDU      | 43 Calw                      | Erstmandat                  | 44,0 % |                                                                                            |
| Beate Böhlen                     | 1966        | Grüne    | 33 Baden-Baden               | Zweitmandat                 | 24,6 % |                                                                                            |
| Sandra Boser                     | 1976        | Grüne    | 50 Lahr                      | Zweitmandat                 | 24,0 % |                                                                                            |
| Elke Brunnemer                   | 1952        | CDU      | 41 Sinsheim                  | Erstmandat                  | 38,3 % |                                                                                            |
| Friedrich Bullinger              | 1953        | FDP/DVP  | 22 Schwäbisch Hall           | Zweitmandat                 | 08,4 % |                                                                                            |
| Klaus Burger                     | 1958        | CDU      | 70 Sigmaringen               | Nachrücker im Erstmandat    | 50,2 % | nachgerückt am 3. Juli 2012 für Tanja Gönner                                               |
| Andreas Deuschle                 | 1978        | CDU      | 07 Esslingen                 | Erstmandat                  | 36,5 % |                                                                                            |
| Wolfgang Drexler                 | 1946        | SPD      | 07 Esslingen                 | Zweitmandat                 | 25,4 % | Vizepräsident                                                                              |
| Marianne Engeser                 | 1957        | CDU      | 42 Pforzheim                 | Nachrückerin im Erstmandat  | 44,5 % | nachgerückt am 1. September 2011 für Stefan Mappus                                         |
| Konrad Epple                     | 1963        | CDU      | 13 Vaihingen                 | Erstmandat                  | 38,8 % |                                                                                            |
| Arnulf Freiherr von Eyb          | 1955        | CDU      | 21 Hohenlohe                 | Erstmandat                  | 40,7 % |                                                                                            |
| Jürgen Filius                    | 1960        | Grüne    | 64 Ulm                       | Zweitmandat                 | 24,7 % |                                                                                            |
| Josef Frey                       | 1959        | Grüne    | 58 Lörrach                   | Zweitmandat                 | 28,0 % |                                                                                            |
| Jörg Fritz                       | 1960        | Grüne    | 10 Göppingen                 | Zweitmandat                 | 22,0 % |                                                                                            |
| Stefan Fulst-Blei                | 1968        | SPD      | 35 Mannheim I                | Erstmandat                  | 34,2 % |                                                                                            |
| Thomas Funk                      | 1962        | SPD      | 41 Sinsheim                  | Zweitmandat                 | 25,3 % |                                                                                            |
| Reinhold Gall                    | 1956        | SPD      | 20 Neckarsulm                | Zweitmandat                 | 25,9 % |                                                                                            |
| Andreas Glück                    | 1975        | FDP/DVP  | 61 Hechingen-Münsingen       | Zweitmandat                 | 07,4 % |                                                                                            |
| Ulrich Goll                      | 1950        | FDP/DVP  | 15 Waiblingen                | Zweitmandat                 | 08,0 % |                                                                                            |
| Tanja Gönner                     | 1969        | CDU      | 70 Sigmaringen               | Erstmandat                  | 50,2 % | ausgeschieden am 30. Juni 2012                                                             |
| Anneke Graner                    | 1979        | SPD      | 31 Ettlingen                 | Nachrückerin im Zweitmandat | 25,1 % | nachgerückt am 16. März 2013 für Frank Mentrup                                             |
| Leopold Grimm                    | 1962        | FDP/DVP  | 55 Tuttlingen-Donaueschingen | Zweitmandat                 | 07,0 % | ausgeschieden am 31. Juli 2014                                                             |
| Manfred Groh                     | 1948        | CDU      | 27 Karlsruhe I               | Erstmandat                  | 30,8 % | ausgeschieden am 30. September 2014                                                        |
| Gernot Gruber                    | 1963        | SPD      | 17 Backnang                  | Zweitmandat                 | 23,8 % |                                                                                            |
| Rosa Grünstein                   | 1948        | SPD      | 40 Schwetzingen              | Zweitmandat                 | 28,2 % |                                                                                            |
| Hidir Gürakar                    | 1953        | SPD      | 59 Waldshut                  | Nachrücker im Zweitmandat   | 24,8 % | nachgerückt am 7. Januar 2014 für Alfred Winkler                                           |
| Friedlinde Gurr-Hirsch           | 1954        | CDU      | 19 Eppingen                  | Erstmandat                  | 40,9 % |                                                                                            |
| Petra Häffner                    | 1964        | Grüne    | 16 Schorndorf                | Zweitmandat                 | 22,5 % |                                                                                            |
| Martin Hahn                      | 1963        | Grüne    | 67 Bodensee                  | Zweitmandat                 | 26,4 % |                                                                                            |
| Wilhelm Halder                   | 1958        | Grüne    | 15 Waiblingen                | Zweitmandat                 | 23,5 % |                                                                                            |
| Hans-Martin Haller               | 1949        | SPD      | 63 Balingen                  | Zweitmandat                 | 23,9 % |                                                                                            |
| Rita Haller-Haid                 | 1950        | SPD      | 62 Tübingen                  | Zweitmandat                 | 21,8 % |                                                                                            |
| Peter Hauk                       | 1960        | CDU      | 38 Neckar-Odenwald           | Erstmandat                  | 48,4 % | Fraktionsvorsitzender bis Januar 2015                                                      |
| Jochen Haußmann                  | 1966        | FDP/DVP  | 16 Schorndorf                | Zweitmandat                 | 08,4 % |                                                                                            |
| Helen Heberer                    | 1950        | SPD      | 36 Mannheim II               | Zweitmandat                 | 27,9 % |                                                                                            |
| Walter Heiler                    | 1954        | SPD      | 29 Bruchsal                  | Zweitmandat                 | 25,6 % |                                                                                            |
| Klaus Herrmann                   | 1959        | CDU      | 12 Ludwigsburg               | Erstmandat                  | 35,1 % |                                                                                            |
| Dieter Hillebrand                | 1951        | CDU      | 60 Reutlingen                | Erstmandat                  | 36,3 % |                                                                                            |
| Rainer Hinderer                  | 1962        | SPD      | 18 Heilbronn                 | Zweitmandat                 | 26,4 % |                                                                                            |
| Bernd Hitzler                    | 1957        | CDU      | 24 Heidenheim                | Erstmandat                  | 37,8 % |                                                                                            |
| Peter Hofelich                   | 1952        | SPD      | 10 Göppingen                 | Zweitmandat                 | 26,4 % |                                                                                            |
| Manfred Hollenbach               | 1946        | CDU      | 14 Bietigheim-Bissingen      | Erstmandat                  | 38,2 % |                                                                                            |
| Karl-Wolfgang Jägel              | 1957        | CDU      | 32 Rastatt                   | Erstmandat                  | 38,2 % |                                                                                            |
| Klaus Käppeler                   | 1954        | SPD      | 61 Hechingen-Münsingen       | Zweitmandat                 | 21,3 % |                                                                                            |
| Manfred Kern                     | 1958        | Grüne    | 40 Schwetzingen              | Zweitmandat                 | 23,5 % |                                                                                            |
| Timm Kern                        | 1972        | FDP/DVP  | 45 Freudenstadt              | Zweitmandat                 | 07,6 % |                                                                                            |
| Karl Klein                       | 1956        | CDU      | 37 Wiesloch                  | Erstmandat                  | 39,7 % |                                                                                            |
| Gerhard Kleinböck                | 1952        | SPD      | 39 Weinheim                  | Zweitmandat                 | 25,5 % |                                                                                            |
| Wilfried Klenk                   | 1959        | CDU      | 17 Backnang                  | Erstmandat                  | 40,8 % | Landtagspräsident seit Februar 2015                                                        |
| Rudolf Köberle                   | 1953        | CDU      | 69 Ravensburg                | Erstmandat                  | 43,5 % |                                                                                            |
| Ernst Kopp                       | 1954        | SPD      | 32 Rastatt                   | Zweitmandat                 | 29,9 % |                                                                                            |
| Joachim Kößler                   | 1950        | CDU      | 30 Bretten                   | Erstmandat                  | 40,4 % |                                                                                            |
| Winfried Kretschmann             | 1948        | Grüne    | 09 Nürtingen                 | Zweitmandat                 | 25,6 % | Ministerpräsident                                                                          |
| Thaddäus Kunzmann                | 1964        | CDU      | 09 Nürtingen                 | Erstmandat                  | 39,7 % |                                                                                            |
| Sabine Kurtz                     | 1961        | CDU      | 06 Leonberg                  | Erstmandat                  | 39,1 % |                                                                                            |
| Bernhard Lasotta                 | 1969–2019   | CDU      | 20 Neckarsulm                | Erstmandat                  | 40,7 % |                                                                                            |
| Daniel Andreas Lede Abal         | 1976        | Grüne    | 62 Tübingen                  | Erstmandat                  | 32,1 % |                                                                                            |
| Siegfried Lehmann                | 1955        | Grüne    | 56 Konstanz                  | Erstmandat                  | 34,7 % |                                                                                            |
| Andrea Lindlohr                  | 1975        | Grüne    | 07 Esslingen                 | Zweitmandat                 | 26,7 % |                                                                                            |
| Paul Locherer                    | 1955        | CDU      | 68 Wangen                    | Erstmandat                  | 48,6 % |                                                                                            |
| Reinhard Löffler                 | 1954        | CDU      | 03 Stuttgart III             | Erstmandat                  | 34,2 % |                                                                                            |
| Brigitte Lösch                   | 1962        | Grüne    | 04 Stuttgart IV              | Erstmandat                  | 32,3 % | Vizepräsidentin                                                                            |
| Manfred Lucha                    | 1961        | Grüne    | 69 Ravensburg                | Zweitmandat                 | 26,1 % |                                                                                            |
| Ulrich Lusche                    | 1968        | CDU      | 58 Lörrach                   | Erstmandat                  | 31,8 % |                                                                                            |
| Winfried Mack                    | 1965        | CDU      | 26 Aalen                     | Erstmandat                  | 46,4 % |                                                                                            |
| Klaus Maier                      | 1956        | SPD      | 25 Schwäbisch Gmünd          | Zweitmandat                 | 24,4 % |                                                                                            |
| Stefan Mappus                    | 1966        | CDU      | 42 Pforzheim                 | Erstmandat                  | 44,5 % | ausgeschieden am 31. August 2011                                                           |
| Thomas Marwein                   | 1958        | Grüne    | 51 Offenburg                 | Zweitmandat                 | 26,5 % |                                                                                            |
| Bettina Meier-Augenstein         | 1976        | CDU      | 27 Karlsruhe I               | Nachrückerin im Erstmandat  | 30,8 % | nachgerückt am 1. Oktober 2014 für Manfred Groh                                            |
| Frank Mentrup                    | 1964        | SPD      | 31 Ettlingen                 | Zweitmandat                 | 25,1 % | ausgeschieden am 15. März 2013                                                             |
| Bärbl Mielich                    | 1952        | Grüne    | 48 Breisgau                  | Zweitmandat                 | 30,2 % |                                                                                            |
| Ulrich Müller                    | 1944        | CDU      | 67 Bodensee                  | Erstmandat                  | 38,1 % |                                                                                            |
| Bernd Murschel                   | 1956        | Grüne    | 06 Leonberg                  | Zweitmandat                 | 24,5 % |                                                                                            |
| Georg Nelius                     | 1949        | SPD      | 38 Neckar-Odenwald           | Zweitmandat                 | 25,9 % |                                                                                            |
| Paul Nemeth                      | 1965        | CDU      | 05 Böblingen                 | Erstmandat                  | 41,1 % |                                                                                            |
| Claus Paal                       | 1967        | CDU      | 16 Schorndorf                | Erstmandat                  | 39,2 % |                                                                                            |
| Günther-Martin Pauli             | 1965        | CDU      | 63 Balingen                  | Erstmandat                  | 46,3 % |                                                                                            |
| Reinhold Pix                     | 1955        | Grüne    | 46 Freiburg I                | Erstmandat                  | 34,5 % |                                                                                            |
| Thomas Poreski                   | 1963        | Grüne    | 60 Reutlingen                | Zweitmandat                 | 25,6 % |                                                                                            |
| Matthias Pröfrock                | 1977        | CDU      | 15 Waiblingen                | Erstmandat                  | 36,8 % |                                                                                            |
| Werner Raab                      | 1947        | CDU      | 31 Ettlingen                 | Erstmandat                  | 41,0 % |                                                                                            |
| Patrick Rapp                     | 1969        | CDU      | 48 Breisgau                  | Erstmandat                  | 33,5 % |                                                                                            |
| Helmut Rau                       | 1950        | CDU      | 50 Lahr                      | Erstmandat                  | 41,4 % |                                                                                            |
| Wolfgang Raufelder               | 1957–2016   | Grüne    | 36 Mannheim II               | Erstmandat                  | 29,6 % |                                                                                            |
| Nicole Razavi                    | 1965        | CDU      | 11 Geislingen                | Erstmandat                  | 41,4 % |                                                                                            |
| Heribert Rech                    | 1950        | CDU      | 29 Bruchsal                  | Erstmandat                  | 44,3 % |                                                                                            |
| Wolfgang Reinhart                | 1956        | CDU      | 23 Main-Tauber               | Erstmandat                  | 47,7 % |                                                                                            |
| Niko Reith                       | 1969        | FDP/DVP  | 55 Tuttlingen-Donaueschingen | Nachrücker im Zweitmandat   | 07,0 % | nachgerückt am 1. August 2014 für Leopold Grimm                                            |
| Daniel Renkonen                  | 1970        | Grüne    | 14 Bietigheim-Bissingen      | Zweitmandat                 | 25,0 % |                                                                                            |
| Thomas Reusch-Frey               | 1959        | SPD      | 14 Bietigheim-Bissingen      | Zweitmandat                 | 24,1 % |                                                                                            |
| Wolfgang Reuther                 | 1963        | CDU      | 57 Singen                    | Erstmandat                  | 40,1 % |                                                                                            |
| Martin Rivoir                    | 1960        | SPD      | 64 Ulm                       | Zweitmandat                 | 23,9 % |                                                                                            |
| Karl-Wilhelm Röhm                | 1951        | CDU      | 61 Hechingen-Münsingen       | Erstmandat                  | 44,5 % |                                                                                            |
| Gabi Rolland                     | 1963        | SPD      | 47 Freiburg II               | Zweitmandat                 | 24,6 % |                                                                                            |
| Karl Rombach                     | 1951        | CDU      | 54 Villingen-Schwenningen    | Erstmandat                  | 42,6 % |                                                                                            |
| Markus Rösler                    | 1961        | Grüne    | 13 Vaihingen                 | Zweitmandat                 | 25,5 % |                                                                                            |
| Helmut Walter Rüeck              | 1962        | CDU      | 22 Schwäbisch Hall           | Erstmandat                  | 35,4 % |                                                                                            |
| Hans-Ulrich Rülke                | 1961        | FDP/DVP  | 44 Enz                       | Zweitmandat                 | 06,9 % | Fraktionsvorsitzender                                                                      |
| Ingo Rust                        | 1978        | SPD      | 19 Eppingen                  | Zweitmandat                 | 24,3 % | ausgeschieden am 31. Januar 2015                                                           |
| Nikolaos Sakellariou             | 1962        | SPD      | 22 Schwäbisch Hall           | Zweitmandat                 | 25,1 % |                                                                                            |
| Alexander Salomon                | 1986        | Grüne    | 28 Karlsruhe II              | Zweitmandat                 | 30,3 % |                                                                                            |
| Volker Schebesta                 | 1971        | CDU      | 51 Offenburg                 | Erstmandat                  | 41,5 % |                                                                                            |
| Stefan Scheffold                 | 1959        | CDU      | 25 Schwäbisch Gmünd          | Erstmandat                  | 43,9 % |                                                                                            |
| Jutta Schiller                   | 1962        | CDU      | 10 Göppingen                 | Nachrückerin im Erstmandat  | 38,0 % | nachgerückt am 1. Januar 2014 für Dietrich Birk                                            |
| Nils Schmid                      | 1973        | SPD      | 60 Reutlingen                | Zweitmandat                 | 24,7 % |                                                                                            |
| Viktoria Schmid                  | 1969        | CDU      | 44 Enz                       | Erstmandat                  | 40,7 % |                                                                                            |
| Kai Schmidt-Eisenlohr            | 1978        | Grüne    | 37 Wiesloch                  | Zweitmandat                 | 24,9 % |                                                                                            |
| Claus Schmiedel                  | 1951        | SPD      | 12 Ludwigsburg               | Zweitmandat                 | 24,0 % | Fraktionsvorsitzender                                                                      |
| Peter Schneider                  | 1958        | CDU      | 66 Biberach                  | Erstmandat                  | 50,7 % |                                                                                            |
| Charlotte Schneidewind-Hartnagel | 1953        | Grüne    | 41 Sinsheim                  | Zweitmandat                 | 23,0 % |                                                                                            |
| Alexander Schoch                 | 1954        | Grüne    | 49 Emmendingen               | Zweitmandat                 | 30,4 % |                                                                                            |
| Felix Schreiner                  | 1986        | CDU      | 59 Waldshut                  | Erstmandat                  | 39,2 % |                                                                                            |
| Katrin Schütz                    | 1967        | CDU      | 28 Karlsruhe II              | Erstmandat                  | 30,6 % |                                                                                            |
| Andreas Schwarz                  | 1979        | Grüne    | 08 Kirchheim unter Teck      | Zweitmandat                 | 23,3 % |                                                                                            |
| Marcel Schwehr                   | 1966        | CDU      | 49 Emmendingen               | Erstmandat                  | 32,4 % |                                                                                            |
| Hans-Ulrich Sckerl               | 1951–2022   | Grüne    | 39 Weinheim                  | Zweitmandat                 | 26,4 % |                                                                                            |
| Edith Sitzmann                   | 1963        | Grüne    | 47 Freiburg II               | Erstmandat                  | 39,9 % | Fraktionsvorsitzende                                                                       |
| Gisela Splett                    | 1967        | Grüne    | 27 Karlsruhe I               | Zweitmandat                 | 30,2 % |                                                                                            |
| Willi Stächele                   | 1951        | CDU      | 52 Kehl                      | Erstmandat                  | 45,3 % | Landtagspräsident bis Oktober 2011                                                         |
| Rainer Stickelberger             | 1951        | SPD      | 58 Lörrach                   | Zweitmandat                 | 27,7 % |                                                                                            |
| Johannes Stober                  | 1968        | SPD      | 27 Karlsruhe I               | Zweitmandat                 | 25,2 % |                                                                                            |
| Andreas Stoch                    | 1969        | SPD      | 24 Heidenheim                | Zweitmandat                 | 29,8 % |                                                                                            |
| Monika Stolz                     | 1951        | CDU      | 64 Ulm                       | Erstmandat                  | 38,6 % |                                                                                            |
| Hans-Peter Storz                 | 1960        | SPD      | 57 Singen                    | Zweitmandat                 | 23,4 % |                                                                                            |
| Gerhard Stratthaus               | 1942        | CDU      | 40 Schwetzingen              | Erstmandat                  | 34,4 % |                                                                                            |
| Stefan Teufel                    | 1972        | CDU      | 53 Rottweil                  | Erstmandat                  | 45,9 % |                                                                                            |
| Alexander Throm                  | 1968        | CDU      | 18 Heilbronn                 | Erstmandat                  | 37,0 % |                                                                                            |
| Karl Traub                       | 1941–2021   | CDU      | 65 Ehingen                   | Erstmandat                  | 51,0 % |                                                                                            |
| Nikolaus Tschenk                 | 1953        | Grüne    | 02 Stuttgart II              | Nachrücker im Erstmandat    | 34,2 % | nachgerückt am 1. Dezember 2011 für Werner Wölfle                                          |
| Franz Untersteller               | 1957        | Grüne    | 03 Stuttgart III             | Zweitmandat                 | 28,0 % |                                                                                            |
| Georg Wacker                     | 1962        | CDU      | 39 Weinheim                  | Erstmandat                  | 35,0 % |                                                                                            |
| Florian Wahl                     | 1984        | SPD      | 05 Böblingen                 | Zweitmandat                 | 23,5 % |                                                                                            |
| Tobias Wald                      | 1973        | CDU      | 33 Baden-Baden               | Erstmandat                  | 43,2 % |                                                                                            |
| Jürgen Walter                    | 1957        | Grüne    | 12 Ludwigsburg               | Zweitmandat                 | 26,9 % |                                                                                            |
| Alfred Winkler                   | 1946        | SPD      | 59 Waldshut                  | Zweitmandat                 | 24,8 % | ausgeschieden am 6. Januar 2014                                                            |
| Guido Wolf                       | 1961        | CDU      | 55 Tuttlingen-Donaueschingen | Erstmandat                  | 46,3 % | Landtagspräsident von Oktober 2011 bis Februar 2015 Fraktionsvorsitzender seit Januar 2015 |
| Sabine Wölfle                    | 1959        | SPD      | 49 Emmendingen               | Zweitmandat                 | 24,9 % |                                                                                            |
| Werner Wölfle                    | 1953        | Grüne    | 02 Stuttgart II              | Erstmandat                  | 34,2 % | ausgeschieden am 30. November 2011                                                         |
| Karl Zimmermann                  | 1951        | CDU      | 08 Kirchheim unter Teck      | Erstmandat                  | 38,6 % |                                                                                            |